# G.E.H.
Pour les articles homonymes, voir GEH.
Le Granular Eisen Hydroxyde ou GEH est un oxy-hydroxyde de fer ferrique, cristallisé sous la forme (ß-FeOOH). Il est obtenu par précipitation d’hydroxyde ferrique à partir de soude et de chlorure ferrique, suivie d’une déshydratation partielle sous pression.
Utilisé pour le traitement de l'eau potable, le GEH est un adsorbant de l’arsenic (III, V) permettant d’obtenir des teneurs inférieures à 10 μg/l (norme de potabilité). Il présente une capacité d’adsorption très importante par rapport aux autres adsorbants actuellement sur le marché (alumine activée, oxyde de manganèse…). Son domaine d’application est très large même pour des eaux brutes contenant plus de 1mg As /l.
Le principe de fonctionnement du procédé GEH consiste à faire passer l’eau brute à traiter au travers d’un massif d’hydroxyde de fer qui a la particularité de retenir par adsorption l’arsenic.